# Toranj (Velika)
Toranj je naselje u Republici Hrvatskoj u Požeško-slavonskoj županiji, u sastavu općine Velika.

## Zemljopis
Toranj je smješten 6 km jugozapadno od Velike,  susjedna naselja su Oljasi na zapadu, Biškupci na sjeveru, Antunovac na istoku i Krivaj na jugu.

## Stanovništvo
Prema popisu stanovništva iz 2001. godine Toranj je imao 181 stanovnika, dok je prema popisu stanovništva iz 1991. godine imao 197 stanovnika.
| broj stanovnika | 93    | 104   | 106   | 146   | 194   | 190   | 232   | 269   | 289   | 287   | 301   | 248   | 198   | 197   | 181   | 173   | 137   |
|                 | 1857. | 1869. | 1880. | 1890. | 1900. | 1910. | 1921. | 1931. | 1948. | 1953. | 1961. | 1971. | 1981. | 1991. | 2001. | 2011. | 2021. |